# Clausilia bidentata
Espèce

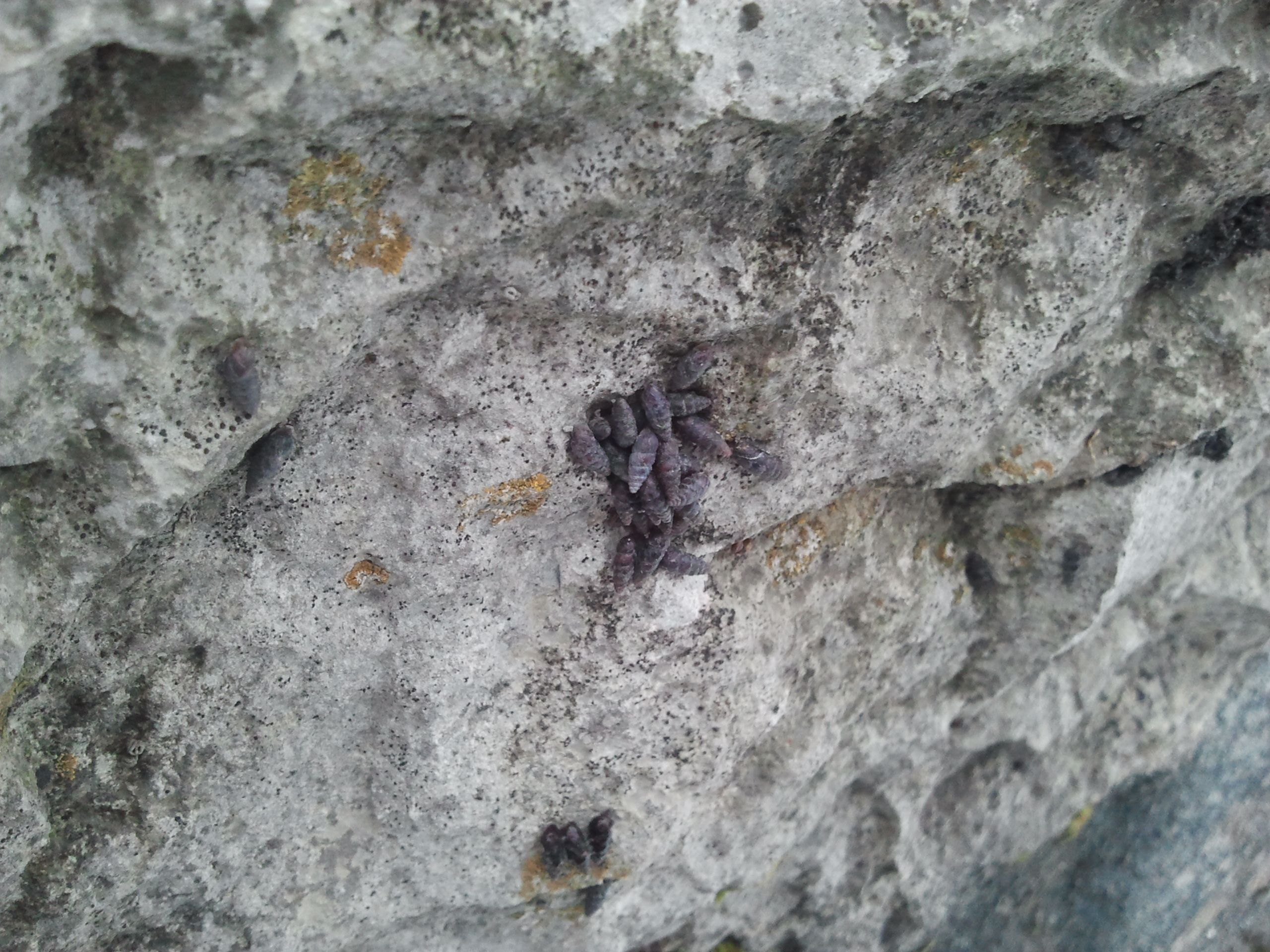
Groupe de clausilies sur un mur de pierres (Le Touvet - Isère)

La Clausilie commune (Clausilia bidentata) est une espèce de petits escargots du genre Clausilia présents en Europe. La coquille est longue de 10 mm environ.

## Liste des sous-espèces
Selon NCBI (15 juin 2013) :

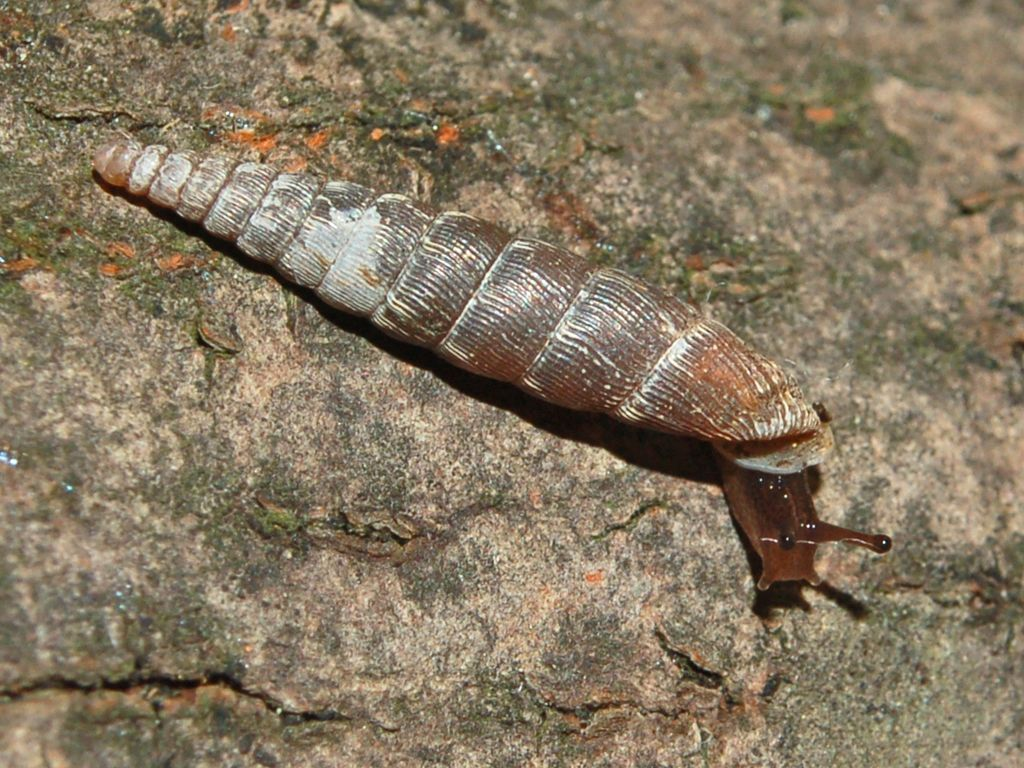
Vue de côté de Clausilia bidentata.

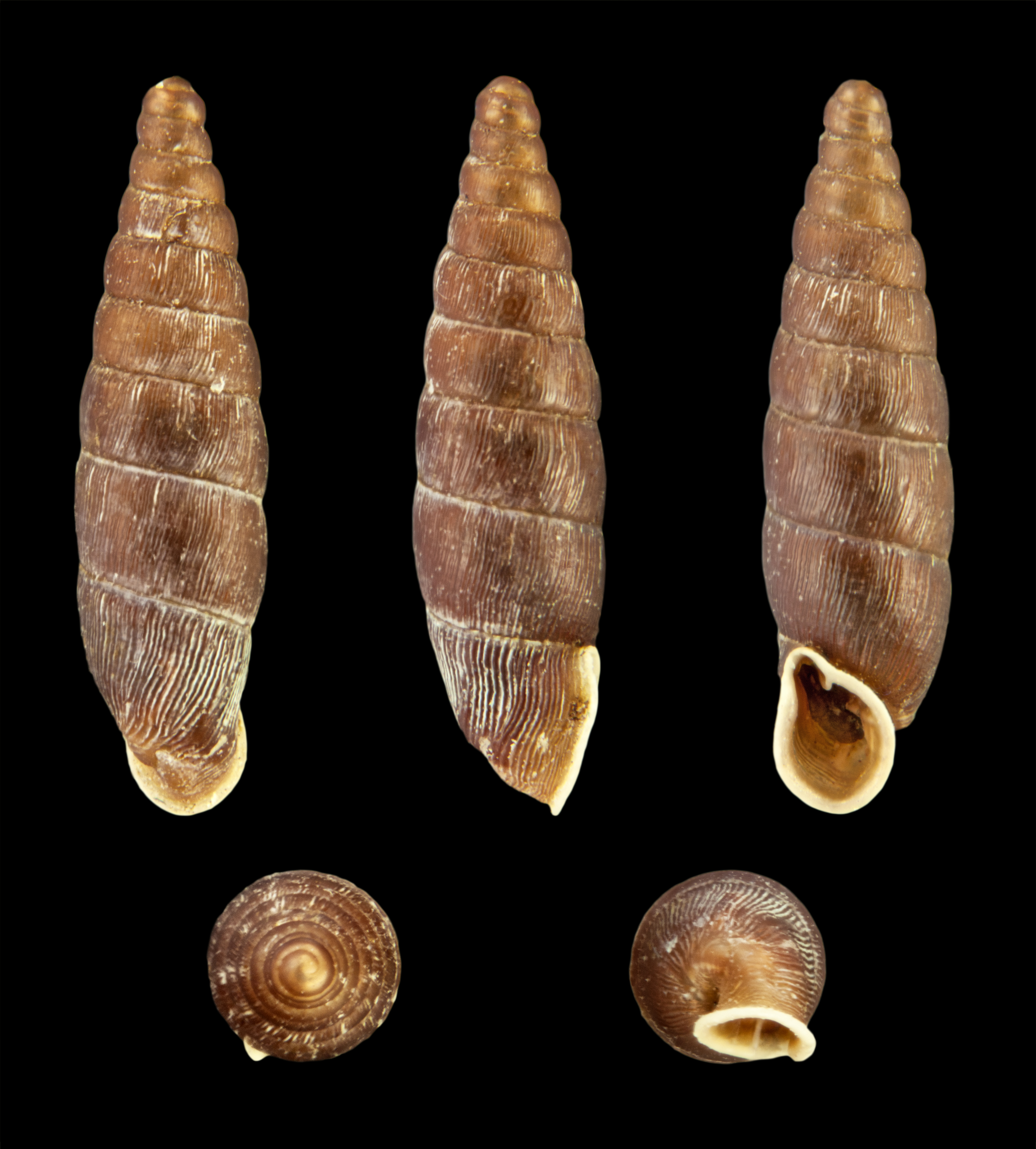

- sous-espèce Clausilia bidentata bidentata